# Stomatoporina incurvata
Stomatoporina incurvata är en mossdjursart som först beskrevs av Walter Douglas Hincks 1859.  Stomatoporina incurvata ingår i släktet Stomatoporina och familjen Stomatoporidae. Inga underarter finns listade i Catalogue of Life.